# Tichův dům
Tichův dům (hebrejsky בית טיכו‎, Bejt Ticho) je historický dům v Jeruzalémě v Izraeli, který nyní funguje jako muzeum a je spravován jako součást národního Izraelského muzea. Součástí domu je restaurace a kulturní centrum. Byl jedním z prvních domů postavených mimo hradby Starého Města v 60. letech 19. století.

## Historie
V letech 1873–1883 zde žil obchodník Moses Wilhelm Šapira a jeho rodina. V roce 1924 koupil dům oční lékař dr. Avraham Albert Ticho se svou ženou Annou Ticho. Dr. Ticho byl pobodán a vážně zraněn před svou oční klinikou poblíž Damašské brány během nepokojů v Palestině v roce 1929. Po svém uzdravení využil doktor Ticho první patro domu pro svou novou kliniku, kde pracoval až do své smrti v roce 1960. Anna Ticho v domě ubytovala místní a britské vládní úředníky a mnoho umělců, spisovatelů, akademiků a intelektuálů.
Anna Ticho odkázala dům a veškerý jeho majetek (včetně manželových sbírek judaik a knihovny) národnímu Izraelskému muzeu.

## Restaurace
V Tichově domě se nachází košer restaurace Anna Italian Café. Konají se zde živá vystoupení s jazzovou a klasickou hudbou. V roce 2015 se restaurace přesunula z přízemí do horního patra domu.

## Reference

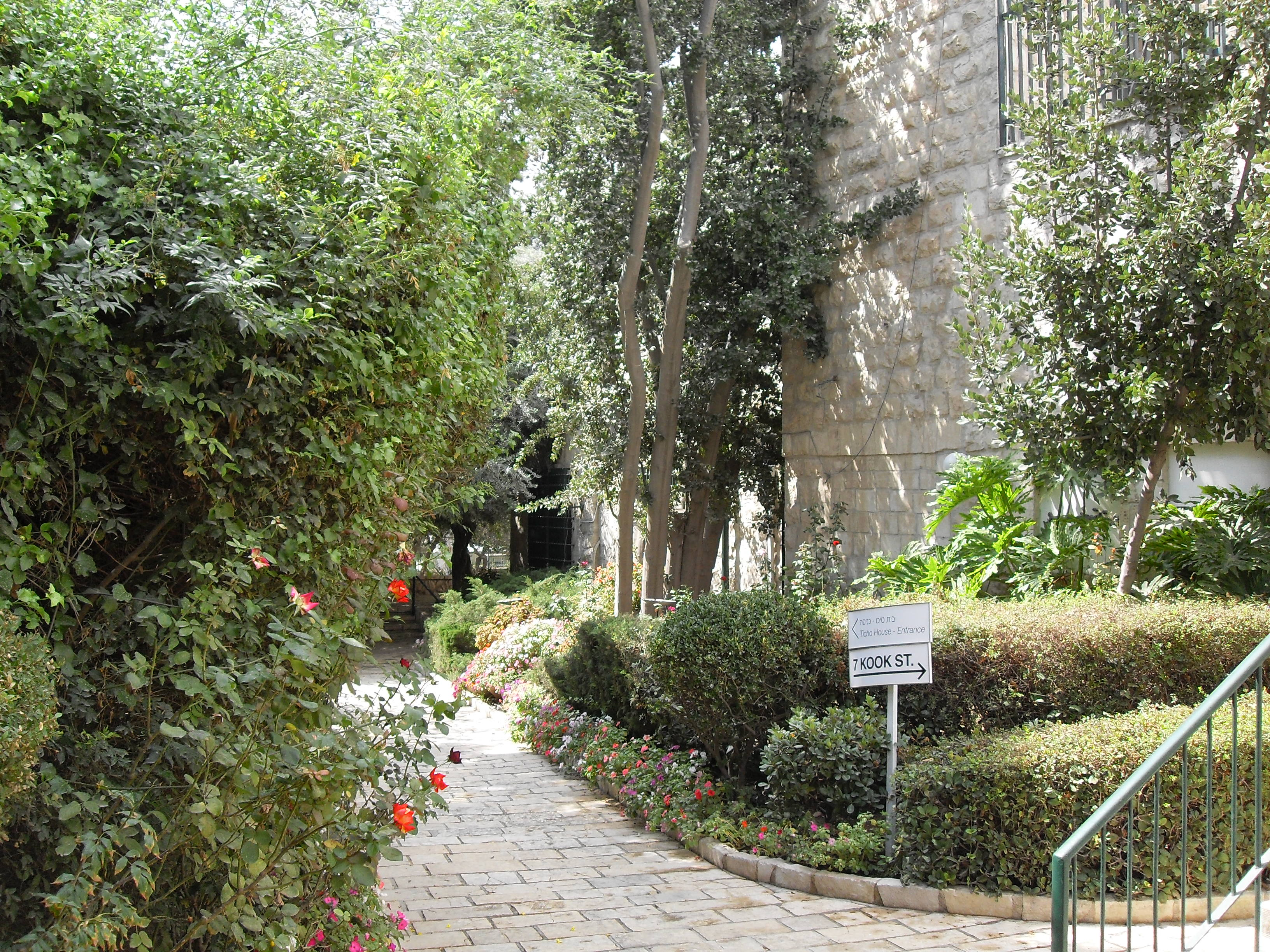
Okolí Tichova domu